# Champeaux-et-la-Chapelle-Pommier

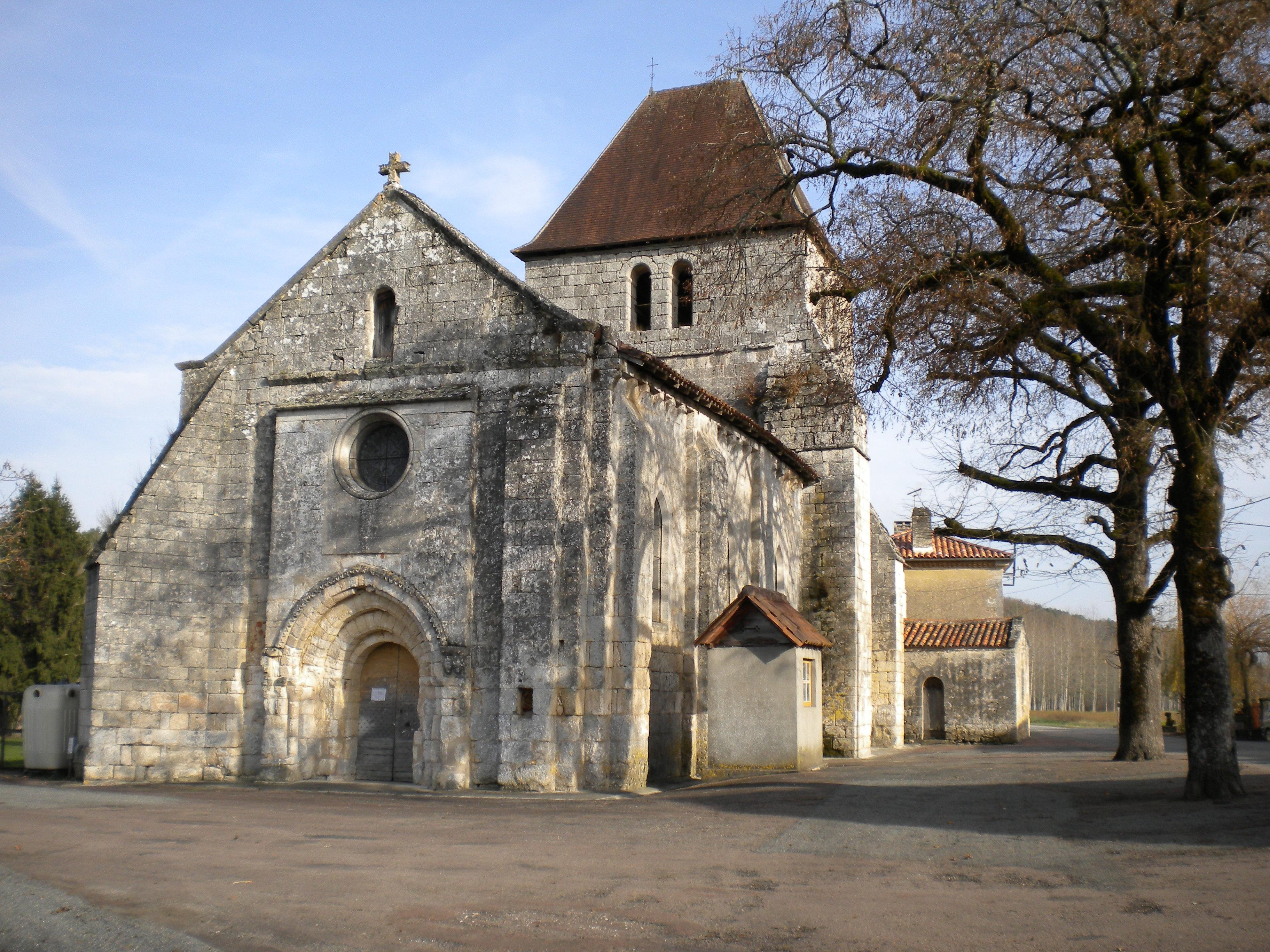
Église Saint-Martin, Champeaux

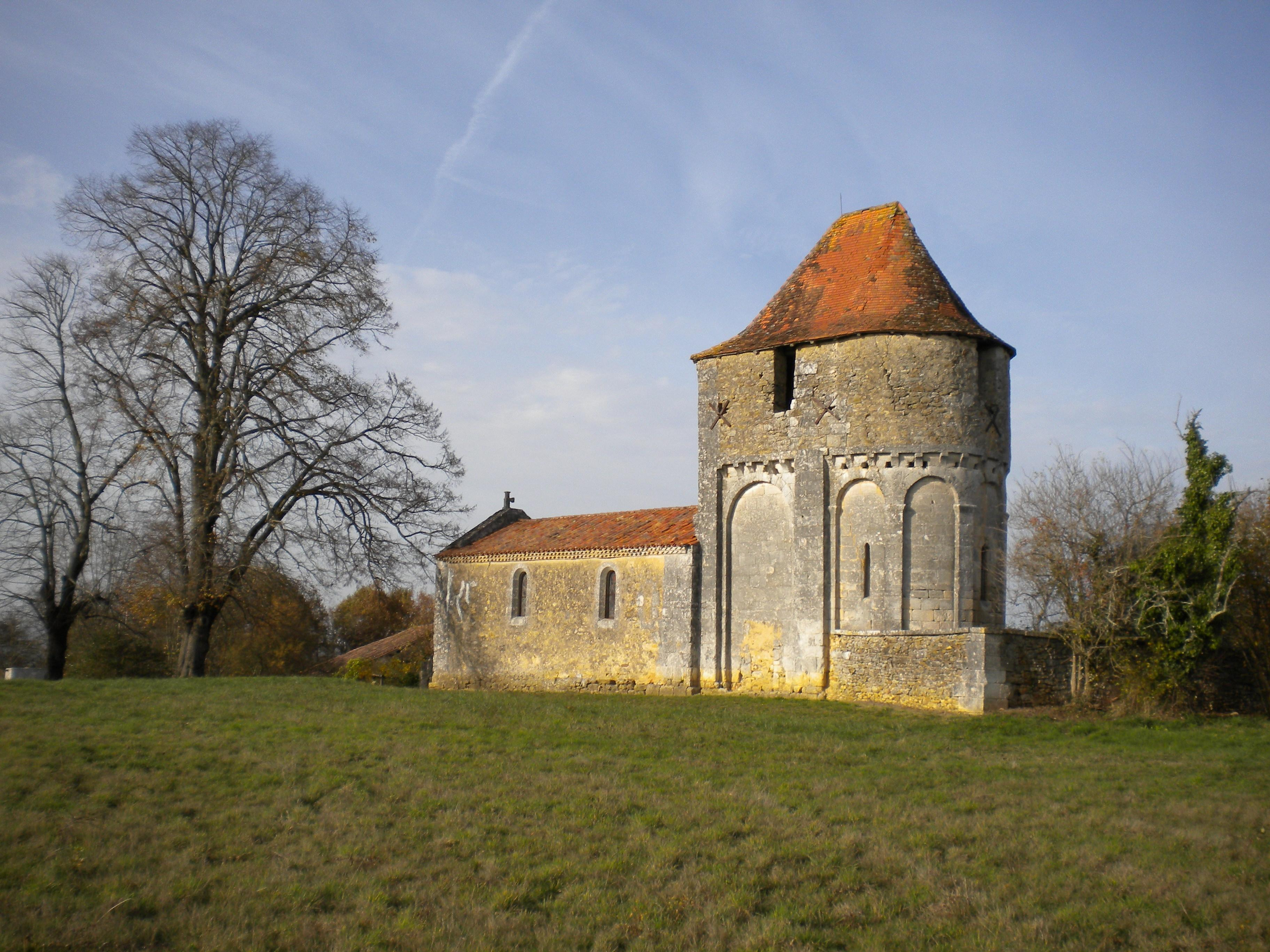
Église Saint-Fiacre, La Chapelle-Pommier

Champeaux-et-la-Chapelle-Pommier is een voormalige gemeente in het Franse departement Dordogne (regio Nouvelle-Aquitaine) en telt 173 inwoners (1999). Het maakt deel uit van het arrondissement Nontron.

## Geschiedenis
De gemeente is in 1827 gevormd door de fusie van La Chapelle-Pommier en Champeaux. Het maakte deel uit van het kanton Mareuil totdat dat op 22 maart werd opgeheven en de gemeenten werden opgenomen in het kanton Brantôme. Op 1 januari 2017 fuseerde de gemeente met Beaussac, Les Graulges, Léguillac-de-Cercles, Mareuil, Monsec, Puyrenier, Saint-Sulpice-de-Mareuil en Vieux-Mareuil tot de commune nouvelle Mareuil en Périgord.

## Geografie
De oppervlakte van Champeaux-et-la-Chapelle-Pommier bedraagt 22,2 km², de bevolkingsdichtheid is 7,8 inwoners per km².
De onderstaande kaart toont de ligging van Champeaux-et-la-Chapelle-Pommier met de belangrijkste infrastructuur en aangrenzende gemeenten.

## Demografie
Onderstaande figuur toont het verloop van het inwonertal.
Beaussac · Champeaux · La Chapelle-Pommier · Les Graulges · Léguillac-de-Cercles · Mareuil · Monsec · Puyrenier · Saint-Sulpice-de-Mareuil · Vieux-Mareuil